# Maplesville
Maplesville – miasto w Stanach Zjednoczonych, w stanie Alabama, w hrabstwie Chilton. W roku 2023 miasto zamieszkiwało 651 osób, a gęstość zaludnienia wynosiła 75,7 osoby/km².